# 356 Лигурија
356 Лигурија (лат. 356 Liguria) је астероид главног астероидног појаса. Приближан пречник астероида је 131,31 km,
а средња удаљеност астероида од Сунца износи 2,755 астрономских јединица (АЈ).
Инклинација (нагиб) орбите у односу на раван еклиптике је 8,231 степени, а орбитални период износи 1670,998 дана (4,574 године). Ексцентрицитет орбите астероида износи 0,239.
Апсолутна магнитуда астероида износи 8,22 а геометријски албедо 0,052.
Астероид је откривен 21. јануара 1893. године.